# Hrabstwo Greene (Tennessee)
Hrabstwo Greene (ang. Greene County) – hrabstwo w stanie Tennessee w Stanach Zjednoczonych. Obszar całkowity hrabstwa obejmuje powierzchnię 624,11 mil² (1616,44 km²). Według szacunków United States Census Bureau w roku 2009 miało 66 282 mieszkańców.
Hrabstwo powstało w 1783 roku.

## Miasta

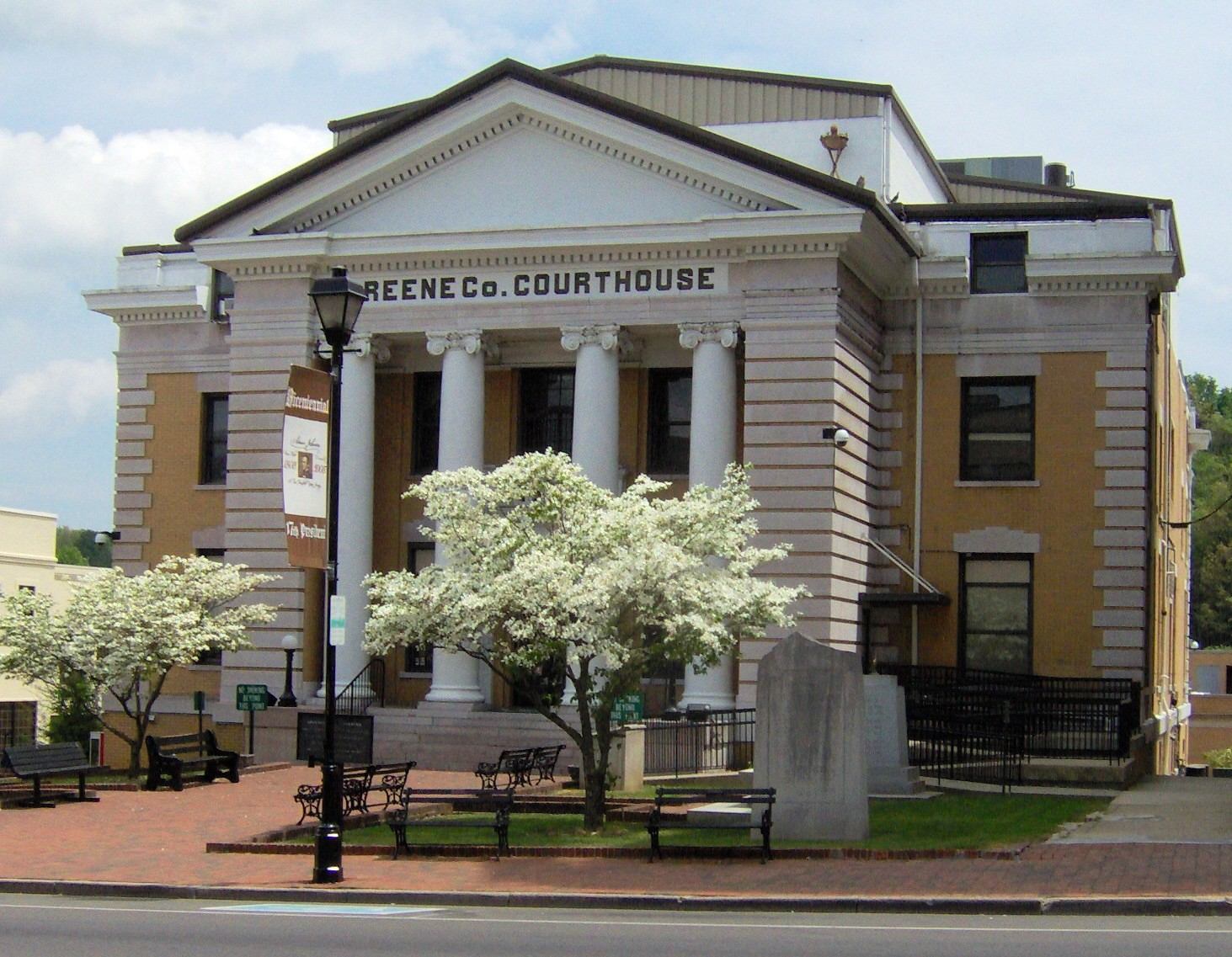
Budynek administracji hrabstwa (courthouse) w Greeneville

Miasta w hrabstwie:
- Baileyton
- Greeneville
- Mosheim
- Tusculum